# Braunau am Inn
Braunau am Inn es un pueblo austriaco situado en la frontera con Alemania, a 58 km al norte de Salzburgo en el estado de Alta Austria. Cuenta con 17 095 habitantes (2018) y es conocido por ser el pueblo natal del líder del nazismo Adolf Hitler.

## Historia

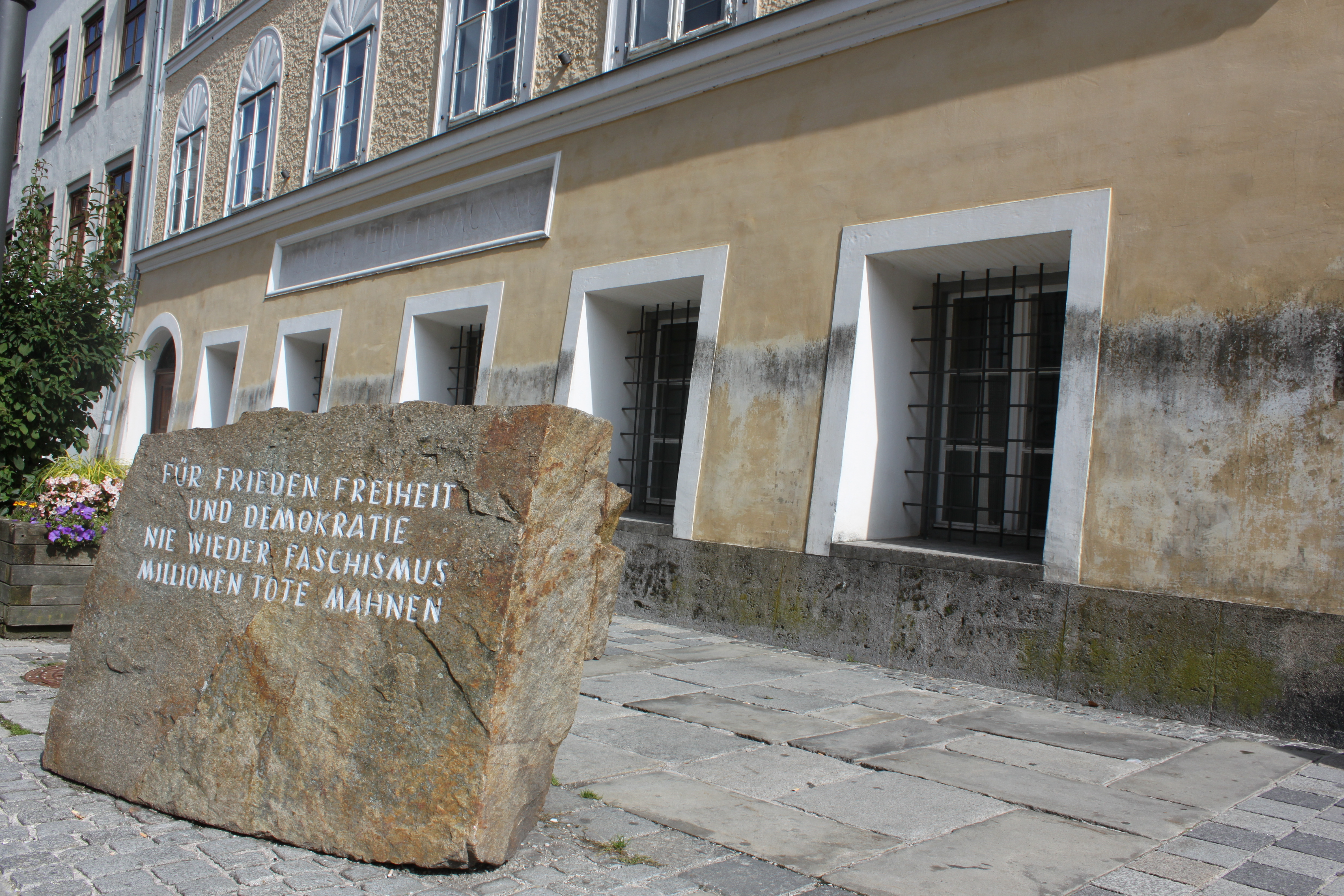
Lugar de nacimiento de Hitler.

En 1989 el alcalde Gerhard Skiba erigió un monumento contra la guerra y el fascismo delante de la casa natal del führer. La asociación por la historia contemporánea organiza desde 1992 los “Días de la historia contemporánea de Braunau” (Braunauer Zeitgeschichte-Tage), y desde 1998, el servicio austriaco de la memoria (alemán: Österreichischer Gedenkdienst) celebra reuniones en Braunau. 
En 2000, el periódico local “Braunauer Rundschau” inició la recogida de firmas “Braunau setzt ein Zeichen” (Braunau da una señal). La que fuera casa natal de Hitler hasta hace unos años fue un lugar para rehabilitación de niños con problemas mentales. En la actualidad se encuentra vacía. La piedra que se encuentra en frente de dicha casa fue traída desde Mauthausen, un campo de concentración no muy lejano, en protesta contra el nazismo y los actos liderados por Hitler. En dicha piedra consta la inscripción "Für Frieden, Freiheit und Demokratie. Nie wieder Faschismus. Millionen Tote mahnen" (Por la paz, la libertad y la democracia. Nunca más el fascismo. Millones de muertos nos advierten.).

## Personajes famosos nacidos en Braunau am Inn
- Adolf Hitler, dictador nacionalsocialista (1889-1945)
- Edmund Glaise von Horstenau, militar e historiador (1882-1946)
- Franz Xaver Gruber, maestro y músico, compositor del villancico «Noche de paz» (1787-1863)
- Franz Jetzinger, religioso y escritor (1882-1965)
- Susanne Riess-Passer (1961), política
- Rudi Schneider, parapsicólogo y medium (1908–1957)
- Gerhard Skiba, alcalde (1947-2019)